# Гурилёв, Лев Степанович
Лев Степа́нович Гурилёв (1770, Отрада-Семёновское, Московская губерния — 1844, Москва) — русский композитор, пианист и хоровой дирижёр. Отец композитора, автора популярных романсов Александра Гурилёва.

## Биография
Родился в 1770 году в семье крепостного крестьянина, принадлежавшего графу В. Г. Орлову. Почти всю жизнь Гурилёв провёл в подмосковном имении Орлова Семёновское-Отрада на реке Лопасня, но, возможно, иногда жил в Москве в графском доме, бывал в усадьбе Усолье на Волге. Руководил крепостной капеллой графа. В его обязанности входило сочинение духовной и светской музыки, разучивание произведений с хористами и оркестрантами, обучение музыкантов игре на инструментах, руководство редкими спектаклями усадебного крепостного театра и устройство домашних концертов, которые «граф слушал из соседней гостиной». Вероятнее всего, Гурилёв регентовал в усадебной церкви святителя Николая Чудотворца, но нельзя исключать проведение им богослужений и в церквах окрестных сёл Ивановское, Талеж и Щеглятьево.
Благодаря Гурилёву хоровая капелла графа Орлова считалась одной из лучших, её сравнивали со знаменитым шереметевским хором. Во время Великого поста для исполнения одной из ораторий Сарти (возможно, «Тебе, Бога, хвалим») на сцене московского Петровского театра 1 февраля 1791 года устроители объединили несколько хоровых капелл, и в концерте участвовали «певцы, певицы и музыканты их сиятельств графа Владимира Григорьевича Орлова, графа Николая Петровича Шереметева, князя Петра Михайловича Волконского, его превосходительства Гаврилы Ильича Бибикова… число музыкантов [было] более двухсот». Регентами хоров были Гурилёв, Степан Дегтярёв (крепостной Шереметева), Даниил Кашин (крепостной Бибикова).
Сведения, что Гурилёв учился композиции у итальянского композитора Джузеппе Сарти, документального подтверждения не находят.
В 1831 году, после смерти графа, композитор получил вольную и был приписан к мещанскому сословию.
Отец композитора, пианиста и скрипача Александра Гурилёва.

## Сочинения (выборка)

### для фортепиано
- Соната d-moll (ок. 1794);
- Полонез e-moll;
- Полонез g-moll;
- Русская песня «Ах! Что ж ты, голубчик, невесел сидишь?» с вариациями c-moll (ок. 1808);
- Русская песня «Винят меня в народе» с вариациями;
- Русская песня «То теряю, что люблю» с вариациями;
- Русская песня с вариациями D-dur;
- Русский танец D-dur;
- 24 прелюдии и одна фуга для фортепиано (1810) — первый в истории русской музыки цикл прелюдий во всех тональностях.

### для хора с инструментальным сопровождением
- Польский с хором в честь императора Александра I по случаю покорения всей Финляндии «Вся Европа трепетала, ужас царства всё разил»[3];
- Кантата «Песнь любезному отцу, любезными детьми петая в Отраде» (1785);
- Кантата «Прославим день сей вожделенный» (1794).

### для хора а капелла
- Обедня для 4 голосов;
- Концерт для хора «Господи, кто обитает»;
- Концерт для хора «Доколе, Господи, забудеши мя»;
- Концерт для хора «Имже образом желает»;
- Концерт для хора «Радуйтеся, праведнии о Господе»;
- Концерт для хора «Услыши, Боже, глас мой, вонми»;
- Концерт для хора «Гласом моим ко Господу воззвах»;
- Концерт для двух хоров «На божественней страже» (1790-е);
- «Ангел вопияше»;
- «Да исправится молитва моя»;
- «Достойно есть»;
- «Отче наш»;
- Херувимская песнь № 1;
- Херувимская песнь № 2;
- «Милость мира».